# Jelenak
Jelenak (cyr. Јеленак) – wieś w Czarnogórze, w gminie Danilovgrad. W 2011 roku liczyła 113 mieszkańców.